# Charmosynopsis
Charmosynopsis is een geslacht van vogels uit de familie van de Psittaculidae (papegaaien van de Oude Wereld). De wetenschappelijke naam van het geslacht is door Tommaso Salvadori in 1877 geldig gepubliceerd. Er zijn twee soorten:
- Charmosynopsis pulchella  – Zwartstuitlori
- Charmosynopsis toxopei  – Burulori